# Дубинин, Эдуард Владиславович
Эдуард Владиславович Дубинин (12 июля 1945, Коркино, Челябинская область, РСФСР — 25 июня 2012, Днепропетровск, Украина) — украинский государственный деятель, председатель Днепропетровского областного совета (1998—2002).

## Биография
В 1973 г. окончил Киевский инженерно-строительный институт, в 1989 г. — Высшую коммерческую школу Академии народного хозяйства при Совете Министров СССР.
- 1965 – 1974 гг. – прораб, старший прораб в/ч 43179,
- 1974 – 1979 гг. – старший прораб, начальник группы проектирования, начальник СУ № 144 треста «Югозаптрансстрой»,
- 1979 – 1985 гг. – управляющий трестом «Днепротрансстрой»,
- 1985 – 1987 гг. – первый заместитель председателя Днепропетровского горисполкома,
- 1987 – 1991 гг. – заместитель начальника управления, заместитель министра транспортного строительства СССР,
- 1991 – 1992 гг. – вице-президент корпорации «Трансстрой»,
- 1992 – 1994 гг. – заместитель председателя Днепропетровской облгосадминистрации, заместитель председателя облсовета,
- 1996 – 1997 гг. – первый заместитель председателя Днепропетровской облгосадминистрации по вопросам промышленно-энергетического комплекса, транспорта, связи и дорожного строительства,
- 1997 – 1998 гг. – заместитель председателя, Днепропетровского областного совета,
- 1998 – 2002 гг. – председатель Днепропетровского областного совета. При назначении считался ставленником украинского премьера Павла Лазаренко.

Затем непродолжительное время работал заместителем губернатора Днепропетровской области.